# Leon Nzama-Nawezhi
Leon Nzama-Nawezhi (* 2. Mai 1973 in Lubumbashi, DR Kongo) ist ein ehemaliger sambischer Profiboxer. Aus einer früheren belgischen Kolonie stammend startete er ursprünglich für Belgien, musste sich aber 2003 nach einer neuen sportlichen Heimat umsehen, da seine Lizenz aus medizinischen Gründen nicht verlängert wurde. Daraufhin nahm er die Staatsbürgerschaft Sambias an. Kurze Bekanntheit in Deutschland erlangte Nzama-Nawezhi im Frühjahr 2008 im Zuge seines Kampfes gegen Marco Huck.

## Liste der Profikämpfe
| Ergebnis   |             | Gegner              | Typ                       | Runden | Datum         | Ort                         |
| ---------- | ----------- | ------------------- | ------------------------- | ------ | ------------- | --------------------------- |
| Sieg       | Tschechien  | Rudolf Murko        | Entscheidung              | 4 / 4  | 1. Mai 2002   | Brügge, Belgien             |
| Niederlage | Danemark    | Lasse Johansen      | Entscheidung (einstimmig) | 4 / 4  | 23. Aug. 2002 | Skagen, Dänemark            |
| Sieg       | Belgien     | Frank Wuestenberghs | Entscheidung              | 4 / 4  | 27. Sep. 2003 | Charleroi, Belgien          |
| Niederlage | Italien     | Michele De Meo      | Entscheidung              | 4 / 4  | 11. Juni 2004 | Pavia, Italien              |
| Niederlage | Italien     | Fabio Tuiach        | Entscheidung              | 6 / 6  | 16. Juli 2004 | Toscolano Maderno, Italien  |
| Niederlage | Frankreich  | Johann Duhaupas     | Entscheidung              | 6 / 6  | 30. Nov. 2004 | Berck, Frankreich           |
| Niederlage | Tunesien    | Radouane Ferchichi  | Entscheidung              | 6 / 6  | 15. Jan. 2005 | Le Cannet, Frankreich       |
| Niederlage | Kamerun     | Carlos Takam        | Entscheidung              | 4 / 4  | 2. Dez. 2006  | Paris, Frankreich           |
| Niederlage | Deutschland | Marco Huck          | TKO                       | 5 / 8  | 12. Apr. 2008 | Neubrandenburg, Deutschland |
| Niederlage | Polen       | Lukasz Janik        | Entscheidung (einstimmig) | 6 / 6  | 17. Mai 2008  | Bayreuth, Deutschland       |